# Celtic Woman: Destiny
Celtic Woman: Destiny är ett studioalbum av Celtic Woman. 

## Låtlista
| Nr  | Titel                                 | Vokalist(er)                                                                          | Längd |
| --- | ------------------------------------- | ------------------------------------------------------------------------------------- | ----- |
| 1.  | My Land                               | Susan McFadden, Mairead Carlin, Eabha McMahon, Máiréad Nesbitt                        | 4:04  |
| 2.  | Siúil A Rúin                          | Susan McFadden, Mairead Carlin, Eabha McMahon, Máiréad Nesbitt                        | 2:59  |
| 3.  | Ride On                               | Mairead Carlin, Eabha McMahon, Máiréad Nesbitt                                        | 3:56  |
| 4.  | The Whole Of The Moon                 | Susan McFadden, Máiréad Nesbitt                                                       | 4:05  |
| 5.  | Skyrim Theme (Dragonborn)             | Máiréad Nesbitt                                                                       | 3:11  |
| 6.  | How Can I Keep From Singing           | Eabha McMahon                                                                         | 4:15  |
| 7.  | I See Fire                            | Mairead Carlin, Máiréad Nesbitt                                                       | 5:06  |
| 8.  | Tir Na Nog (feat. Oonagh)             | Susan McFadden, Mairead Carlin, Eabha McMahon, Máiréad Nesbitt                        | 3:09  |
| 9.  | Óró Sé Do Bheatha 'Bhaile             | Méav Ní Mhaolchatha, Susan McFadden, Mairead Carlin, Eabha McMahon, Máiréad Nesbitt   | 3:12  |
| 10. | Sometimes A Prayer Will Do            | Susan McFadden                                                                        | 4:39  |
| 11. | Bean Phaidin                          | Susan McFadden, Mairead Carlin, Eabha McMahon, Máiréad Nesbitt                        | 3:29  |
| 12. | Westering Home                        | Susan McFadden, Mairead Carlin, Eabha McMahon, Máiréad Nesbitt                        | 4:00  |
| 13. | When You Go                           | Susan McFadden, Mairead Carlin, Eabha McMahon, Máiréad Nesbitt                        | 3:30  |
| 14. | Like An Angel Passing Through My Room | Mairead Carlin                                                                        | 5:13  |
| 15. | Walk Beside Me                        | Susan McFadden, Mairead Carlin, Eabha McMahon, Máiréad Nesbitt                        | 4:14  |
| 16. | The Hills Of Ireland                  | Máiréad Nesbitt                                                                       | 3:12  |
| 17. | Skylands                              | Susan McFadden, Mairead Carlin, Eabha McMahon, Máiréad Nesbitt                        |       |
| 18. | O! Tannenbaum                         | Susan McFadden English, Éabha McMahon German, Máiréad Carlin italian, Máiréad Nesbitt |       |
| 19. | Orinoco Flow (America Tour)           | Susan McFadden, Éabha McMahon, Máiréad Carlin, Máiréad Nesbitt                        |       |
| 20. | Isle of Innisfree                     | Rebecca Winckworth                                                                    |       |
| 21. | You Raise Me Up                       | Susan, Eabha, Mairead, Mairead                                                        |       |